# Цихоцкая, Ангелика
Ангели́ка Цихо́цкая (пол. Angelika Cichocka; род. 15 марта 1988, Картузы, Поморское воеводство, Польша) — польская легкоатлетка, специализирующаяся в беге на средние дистанции. Чемпионка Европы 2016 года на дистанции 1500 метров. Серебряная призёрка чемпионата мира в помещении (2014) в беге на 800 метров. Многократная чемпионка Польши. Участница летних Олимпийских игр 2016 года.

## Биография
С 2007 года представляет Польшу на международной арене. Основными дистанциями являются 800 и 1500 метров, хотя в активе Ангелики есть также ряд титулов в кроссе. Первую медаль национального чемпионата завоевала в 19 лет, чемпионкой Польши стала в 21.
Долгое время тренировалась под руководством Ярослава Сьцигалы в клубе ULKS Talex. В 2012 году смогла выйти в финал чемпионата мира в помещении в беге на 1500 метров, где заняла 5-е место. На Олимпийские игры в Лондоне ей отобраться не удалось — несмотря на несколько попыток, требуемый норматив оказался ей не под силу.
Настоящий прорыв случился в 2014 году. На домашнем зимнем чемпионате мира в Сопоте Ангелика неожиданно стала второй в беге на 800 метров, уступив только американке Шанель Прайс. Эта медаль стала предвестником будущих успехов Ангелики.
Чемпионат Европы в помещении 2015 года принёс ей серебро на дистанции 1500 метров. Спустя пару месяцев после этих соревнований она помогла своей сборной оказаться на подиуме на эстафетном первенстве мира на Багамских Островах. В эстафете 4×800 метров (серебро) и дистанционной шведской эстафете 1200+400+800+1600 метров (бронза) польские девушки установили новые национальные рекорды.
На чемпионате мира 2015 года была 8-й в беге на 1500 метров.
В преддверии Олимпийских игр 2016 года добилась первой крупной победы в карьере. В очень медленном тактическом финале на дистанции 1500 метров на чемпионате Европы она показала лучшее финишное ускорение и завоевала золото. В борьбе за титул позади осталась действующая чемпионка из Нидерландов Сифан Хассан, выступавшая перед родными трибунами.
Проблем с олимпийским отбором на этот раз не было. В Рио-де-Жанейро Ангелика выступила сразу на двух дистанциях, 800 и 1500 метров, в обоих случаях закончив выступления на стадии полуфиналов.
С июня 2015 года выступает за клуб SKLA из Сопота. Тренируется под руководством Томаша Левандовского.
Окончила Академию физической культуры и спорта в Гданьске.
Является военнослужащим Военно-морских сил Польши (звание — матрос).

## Основные результаты
| Год  | Турнир                                   | Место проведения          | Дисциплина               | Место       | Результат |
| ---- | ---------------------------------------- | ------------------------- | ------------------------ | ----------- | --------- |
| 2007 | Чемпионат Европы среди юниоров           | Хенгело, Нидерланды       | 800 м                    | 13-е (заб.) | 2.07,83   |
| 2007 | Чемпионат Европы по кроссу среди юниоров | Торо, Испания             | кросс 4,2 км             | 17-е        | 14.48     |
| 2009 | Чемпионат Европы среди молодёжи          | Каунас, Литва             | 1500 м                   | 8-е         | 4.17,41   |
| 2010 | Чемпионат мира в помещении               | Доха, Катар               | 800 м                    | — (заб.)    | DQ        |
| 2010 | Чемпионат Европы                         | Барселона, Испания        | 800 м                    | 12-е (заб.) | 2.01,17   |
| 2011 | Командный чемпионат Европы               | Стокгольм, Швеция         | 800 м                    | 7-е         | 2.01,75   |
| 2012 | Чемпионат мира в помещении               | Стамбул, Турция           | 1500 м                   | 5-е         | 4.14,57   |
| 2012 | Чемпионат Европы                         | Хельсинки, Финляндия      | 1500 м                   | 16-е (заб.) | 4.14,59   |
| 2013 | Чемпионат Европы в помещении             | Гётеборг, Швеция          | 1500 м                   | 7-е (заб.)  | 4.14,00   |
| 2013 | Чемпионат мира по кроссу                 | Быдгощ, Польша            | кросс 8 км               | 71-е        | 26.55     |
| 2013 | Командный чемпионат Европы               | Гейтсхед, Великобритания  | 800 м                    | 5-е         | 2.04,00   |
| 2014 | Чемпионат мира в помещении               | Сопот, Польша             | 800 м                    | 2-е         | 2.00,45   |
| 2014 | Командный чемпионат Европы               | Брауншвейг, Германия      | 800 м                    | 6-е         | 2.03,70   |
| 2014 | Чемпионат Европы                         | Цюрих, Швейцария          | 800 м                    | 21-е (заб.) | 2.04,41   |
| 2015 | Чемпионат Европы в помещении             | Прага, Чехия              | 1500 м                   | 2-е         | 4.10,53   |
| 2015 | Чемпионат мира по эстафетам              | Нассау, Багамские Острова | эстафета 4×800 м         | 2-е         | 8.11,36   |
| 2015 | Чемпионат мира по эстафетам              | Нассау, Багамские Острова | шведская эстафета 4000 м | 3-е         | 10.45,32  |
| 2015 | Командный чемпионат Европы               | Чебоксары, Россия         | 1500 м                   | 4-е         | 4.16,77   |
| 2015 | Чемпионат мира                           | Пекин, Китай              | 1500 м                   | 8-е         | 4.13,22   |
| 2016 | Чемпионат Европы                         | Амстердам, Нидерланды     | 1500 м                   | 1-е         | 4.33,00   |
| 2016 | Олимпийские игры                         | Рио-де-Жанейро, Бразилия  | 800 м                    | 20-е (1/2)  | 2.01,29   |
| 2016 | Олимпийские игры                         | Рио-де-Жанейро, Бразилия  | 1500 м                   | 24-е (1/2)  | 4.17,83   |